# Espeletia tachirensis
Espeletia tachirensis là một loài thực vật có hoa trong họ Cúc. Loài này được Aristeg. mô tả khoa học đầu tiên năm 1964.